# 나가토시촌
나가토시촌(永利村)은 일본 가고시마현 사쓰마군에 설치되었던 촌이다. 현재의 사쓰마센다이시의 일부에 해당한다.